# Eudonia hawaiensis
Eudonia hawaiensis là một loài bướm đêm trong họ Crambidae.